# Reggie Leach
Reginald Joseph „Reggie“ Leach (* 23. April 1950 in Riverton, Manitoba) ist ein ehemaliger kanadischer Eishockeyspieler (Rechtsaußen), der von 1970 bis 1983 für die Boston Bruins, California Golden Seals, Philadelphia Flyers und Detroit Red Wings in der National Hockey League spielte.

## Karriere
Während seiner Juniorenzeit spielte er für die Flin Flon Bombers in der WCJHL gemeinsam mit Bobby Clarke. Er war zweimal Torschützenkönig der Juniorenliga. Dies war Grund genug für die Boston Bruins ihn beim NHL Amateur Draft 1970 in der ersten Runde als Gesamtdritten auszuwählen.
Anfangs wurde er bei den Oklahoma City Blazers in der Central Hockey League eingesetzt, kam aber bei den Bruins, die damals eines der Top-Teams der NHL waren, in der Saison 1970/71 zu seinem NHL-Debüt. Da man bei den Bruins im Angriff besser besetzt war als in der Verteidigung, holte man Carol Vadnais und schickte Leach dafür gemeinsam mit Rick Smith und Bob Stewart zu den California Golden Seals.
Bei den Seals schaffte er in zwei aufeinanderfolgenden Jahren über 20 Tore zu erzielen. Zur Saison 1974/75 wechselte er im Tausch unter anderem für Al MacAdam zum amtierenden Stanley-Cup-Sieger den Philadelphia Flyers. In einer Reihe mit Bobby Clarke und Bill Barber erzielte er 45 Tore und konnte auch seinen Teil zur Titelverteidigung beitragen. Auch in den Playoffs 1975/76 erreichte er mit den Flyers die Finalserie. Auch wenn sein Team gegen die Montréal Canadiens unterlag, war er der überragende Spieler der Endrunde. Mit 19 Toren stellte er einen bis heute gültigen Rekord auf und wurde mit der Conn Smythe Trophy ausgezeichnet. Ein seltener Erfolg für einen Spieler aus der unterlegenen Mannschaft. Schon in der regulären Saison hatte er mit 61 Toren eine persönliche Bestleistung aufgestellt.
Er stand im Kader der kanadischen Nationalmannschaft beim Canada Cup 1976. Bei den Flyers übernahm er zunehmend auch defensive Aufgaben, dennoch traf er in der Saison 1979/80 50 Mal. Er erreichte noch einmal die Finals um den Stanley Cup, unterlag dort aber den New York Islanders.
Für die Saison 1982/83 wechselte er zu den Detroit Red Wings, bei denen er nach einer Spielzeit seine NHL-Karriere beendete.
Er spielte noch ein weiteres Jahr in der CHL, bevor er sich zur Ruhe setzte. Sein Sohn Jamie Leach spielte von 1989 bis 1994 in 81 Spielen für die Pittsburgh Penguins, Hartford Whalers und Florida Panthers.

## Sportliche Erfolge
- Stanley Cup: 1975
- Canada Cup: 1976

### Persönliche Auszeichnungen
- WCJHL First All-Star Team: 1968, 1969 und 1970
- WCJHL Player of the Year: 1970
- Brownridge Trophy: 1970
- NHL Second All-Star Team: 1976
- Conn Smythe Trophy: 1976
- Bester NHL Torschütze: 1976 (später wurde hierfür die Maurice Richard Trophy vergeben)
- MVP beim NHL All-Star Game: 1980
- Teilnahme am NHL All-Star Game: 1976 und 1980

## Rekorde
- 19 Tore in einer Playoff-Saison (NHL 1975/76) gemeinsam mit Jari Kurri
- 5 Tore in einem Playoff-Spiel (6. Mai 1976 Flyers-Bruins 6:3) gemeinsam mit Newsy Lalonde, Maurice Richard, Darryl Sittler und Mario Lemieux
- 10 Playoff-Spiele in Folge mit mind. einem Tor (17. April bis 9. Mai 1976)

### Franchise-Rekorde
- 61 Tore in einer Saison für die Philadelphia Flyers (NHL 1975/76)